# 船水颯人
船水 颯人（ふねみず はやと、英:FUNEMIZU Hayato、1997年1月24日 - ）は、日本のプロソフトテニス選手。ポジションは後衛。

## 来歴
青森県黒石市出身。黒石烏城クラブ - 黒石市立黒石中学校 - 東北高等学校 - 早稲田大学。プロソフトテニスプレーヤー船水雄太の弟。2019年4月に日本人で初めてのプロ宣言。天皇杯優勝4回、全日本シングルス優勝4回と、単複で日本を代表するソフトテニスプレーヤー。
素早いフットワークを生かした、コートカバーリングに非常に長けた選手であり、2013年〜2015年の東北高校在学中、高校シングルス公式戦3年間無敗のまま高校生活を終えた。2015年全日本シングルスでは、決勝で兄の雄太を撃破し、全日本シングルス最年少優勝を果たした（18歳と113日）。
2015世界選手権において柴田章平の突然の代表辞退により、世界選手権に緊急招集され、国際大会に電撃デビュー。最終日国別対抗戦決勝台湾戦で２番シングルスで快勝し、優勝を決める活躍。2022年全日本ソフトテニス選手権大会3連覇達成（一位タイ記録）。2025年シーズンより、韓国にある水原市庁での活動が発表されている。

## 国際大会戦績

### 四大大会
- 2024世界ソフトテニス選手権　ダブルスベスト8（上松俊貴・船水颯人）　シングルスベスト８、国別対抗戦金メダル
- 2022アジア競技大会　国別対抗戦金メダル
- 2015世界ソフトテニス選手権　ダブルス銅メダル（増田健人・船水颯人）　国別対抗戦金メダル
- 2016アジアソフトテニス選手権　ミックスダブルス金メダル（佐々木聖花・船水颯人）　ダブルス金メダル（上松俊貴・船水颯人）　国別対抗戦金メダル
- 2018アジア競技大会　国別対抗戦銀メダル
- 2019世界ソフトテニス選手権　シングルスベスト8　国別対抗戦金メダル

### 四大大会以外
- 2022コリアカップ　ダブルス優勝（船水颯人・上松俊貴）
- 2018コリアカップ　ダブルス優勝（船水颯人・上松俊貴）　シングルス三位
- 2017コリアカップ　シングルス優勝
- 2015第2回世界ジュニア選手権U15シングルス優勝　ダブルス優勝（船水颯人・上松俊貴）

## 主な戦績
- 2012全日本高等学校総合体育大会　団体優勝
- 2014全日本高等学校総合体育大会　団体準優勝
- 2015全日本学生ソフトテニス選手権大会　団体優勝
- 2016全日本学生ソフトテニス選手権大会　団体優勝　　ダブルス優勝（船水颯人・吉川純平）　　シングルス優勝
- 2017全日本学生ソフトテニス選手権大会　団体優勝　　シングルス優勝
- 2018全日本学生ソフトテニス選手権大会　シングルス優勝
- 2014第二回世界ジュニア選手権[1]　U18優勝（船水颯人・上松俊貴）　U18シングルス優勝

- 2015全日本ソフトテニス選手権大会　第三位（船水颯人・星野慎平）
- 2016全日本ソフトテニス選手権大会　優勝（船水颯人・星野慎平）
- 2017全日本ソフトテニス選手権大会　ベスト8（船水颯人・上松俊貴）
- 2018全日本ソフトテニス選手権大会　優勝（船水颯人・上松俊貴）
- 2019全日本ソフトテニス選手権大会　優勝（船水颯人・上松俊貴）
- 2022全日本ソフトテニス選手権大会　優勝（船水颯人・上松俊貴）
- 2024全日本ソフトテニス選手権大会　優勝（船水颯人・上松俊貴）

- 2015全日本シングルスソフトテニス選手権大会　優勝
- 2016全日本シングルスソフトテニス選手権大会　第三位
- 2017全日本シングルスソフトテニス選手権大会　優勝
- 2018全日本シングルスソフトテニス選手権大会　優勝
- 2019全日本シングルスソフトテニス選手権大会　優勝

- 2016全日本インドアソフトテニス選手権　優勝（船水颯人・星野慎平）
- 2020全日本インドアソフトテニス選手権　準優勝（船水颯人・上松俊貴）
- 2023全日本インドアソフトテニス選手権　優勝（船水颯人・上松俊貴）
- 2019全日本社会人ソフトテニス選手権　優勝（船水颯人・中本圭哉）
- 2022全日本社会人ソフトテニス選手権　準優勝（船水颯人・上松俊貴）
- 2023全日本社会人ソフトテニス選手権　優勝（船水颯人・上松俊貴）
- 2024全日本社会人ソフトテニス選手権　準優勝（船水颯人・上松俊貴）
- 2018東日本ソフトテニス選手権大会　優勝（船水颯人・上松俊貴）
- 2021東日本ソフトテニス選手権大会　優勝（船水颯人・上松俊貴）
- 2022東日本ソフトテニス選手権大会　優勝（船水颯人・柴田章平）
- 2021全日本ミックスダブルスソフトテニス選手権大会　優勝（船水颯人・高橋乃綾）
- 2022全日本ミックスダブルスソフトテニス選手権大会　優勝（船水颯人・高橋乃綾）
- JAPANGP2022　優勝（船水颯人・上松俊貴）